# حوشب ذي ظليم الحميري
حوشب ذي ظليم الحِميري  من رواة الحديث